# Hapalopilus phlebiiformis
Hapalopilus phlebiiformis är en svampart som först beskrevs av Berk. ex Cooke, och fick sitt nu gällande namn av Leif Ryvarden 1987. Hapalopilus phlebiiformis ingår i släktet Hapalopilus och familjen Polyporaceae.   Inga underarter finns listade i Catalogue of Life.